# Alejandro Magno (película de 2004)
Alexander es una película de drama histórico del año 2004 coproducida entre Alemania, Estados Unidos, Países Bajos, Francia, Italia y Reino Unido, dirigida por Oliver Stone y protagonizada por Colin Farrell, Angelina Jolie, Val Kilmer, Anthony Hopkins, Jared Leto, Rosario Dawson y Christopher Plummer. La película trata de la vida del joven rey macedonio Alejandro Magno.

## Sinopsis
La película está basada en la vida de Alejandro Magno, rey de Macedonia (Grecia), quien se lanzó en una guerra contra el gran Imperio Persa, que hostigó a Grecia por largos siglos, donde finalmente se liberaron las ciudades griegas de Asia Menor, para luego conquistar Egipto (satrapía persa), Persia y parte de la antigua India.

## Argumento
La película comienza con el anciano faraón Ptolomeo I contando la historia de Alejandro, de quien fue su amigo en su juventud y al que sirvió como general (y fue establecido como regente de Egipto tras su temprana muerte). Se muestra cómo Alejandro, desde niño, es testigo de la tensísima relación entre sus padres, el rey Filipo II y la reina Olimpia, considerada una hechicera y obsesionada con poner a Alejandro contra Filipo, inculcarle sus creencias sobre los dioses (llegando a decir que Alejandro es hijo del dios Zeus y no de Filipo), y comparando a este constantemente con Aquiles, héroe de la guerra de Troya, por quien Alejandro desarrolla una gran admiración.  
Desde niño, Alejandro demuestra ser curioso, sensible y perseverante, como demuestra al domar a un caballo aparentemente indomable al que llama Bucéfalo. En la adolescencia su padre envía a Alejandro al filósofo Aristóteles, quien sería su maestro y encargado de la formación intelectual de Alejandro. 
A pesar de que su madre intenta convencerle de lo contrario, Alejandro trata de estar unido a su padre, quien trataba a su madre de adúltera, pero los intentos de mantener una buena relación se truncan cuando Filipo decide desposarse con Eurídice (con quien está dispuesto a tener hijos, poniendo en peligro el derecho al trono de Alejandro). Durante la celebración, el tío de Eurídice, Átalo, propone un brindis por Filipo, Eurídice y los 'hijos legítimos' que tendrán estos, provocando que Alejandro pierda los estribos y le tire una copa, provocando una pelea. A pesar de su estado de embriaguez, Filipo trata de poner orden y le ordena a Alejandro que se disculpe ante Átalo, llegando a llamarle bastardo cuando este se niega a obedecerle. Cuando un destrozado Alejandro se dispone a salir de la sala, Filipo trata de salir tras él pero debido a su estado cae al suelo, provocando que Alejandro diga «¿Y este es el hombre que os llevará a la conquista del Imperio Persa? Ni siquiera es capaz de llegar de un lecho a otro sin caerse!», provocando la ira de Filipo. Alejandro y Filipo posteriormente se reconcilian, pero Filipo es asesinado por el guardia Pausanias (se sospecha que Olimpia ayudó a planear el asesinato) y, en consecuencia, Alejandro se convierte en rey de Macedonia a los 20 años. 

### Asia Menor
Ya de adulto, tras castigar a algunas ciudades griegas por intentar sublevarse, Alejandro se dispone a cumplir el sueño de su padre de conquistar el Imperio Persa en una campaña que duró menos de 10 años. Después de reclutar una fuerza de aliados griegos bastante menor que los ejércitos persas, el contingente se embarca en naves hacia las costas de Asia Menor, donde las ciudades griegas de Jonia, que se encontraban bajo sometimiento persa, son liberadas. Allí tiene lugar la batalla del Gránico, con una fácil victoria griega, pero en la que Alejandro casi muere. Otras ciudades, en representación de Darío, opusieron resistencia y fueron asediadas.

### Media
Una vez asentados los territorios, la expedición continúa al sur con rumbo a Egipto, lugar al que se presenta Darío con un gran ejército, comenzando la batalla de Issos, donde el ejército asiático es aniquilado. El rey persa huye, dejando la tienda familiar sin protección. Alejandro consigue un botín de tesoros importante, y toma prisioneras a la madre de Darío y a sus hijas. Muy lejos del castigo, les da un trato real, como reconciliación entre los pueblos sin humillar a los vencidos, para lo que se concreta el casamiento de las hijas del rey persa, una hija con Hefestión, y Estátira con Alejandro. 

### Egipto
La travesía continúa al sur, con la finalidad de arrebatarle Egipto a los persas. En el transcurso conquista Jerusalén y Tiro (331 a. C.). Una vez en la tierra de los faraones, es bien recibido y le proclaman faraón en Egipto por su liberación, funda Alejandría (donde se encontraban la biblioteca y universidad más grandes de la antigüedad), y realiza una expedición al desierto de muchos kilómetros, en el oasis de Siwa, hacia el oráculo del dios Amón. Allí, los sacerdotes lo reciben como «hijo de Zeus», cumpliéndose la profecía de su madre. 

### Persia

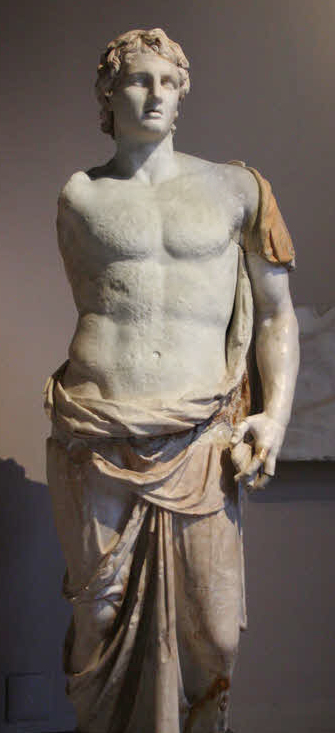
Alejandro Magno (estatua original, - a. C.)

Ya conquistadas Asia Menor y Egipto, Alejandro fue tras Babilonia, sede central del imperio persa. Su ejército se enfrenta al del rey Darío en la batalla de Gaugamela. La noche antes de la batalla, Alejandro y su íntimo amigo Hefestión se comparan el uno al otro con Aquiles y Patroclo. Cuando Hefestión menciona que Patroclo murió primero, Alejandro promete que, si Hefestión muriese, él le vengaría y luego le seguiría en la muerte. En la batalla, Darío despliega un inmenso ejército, quizá de los más grandes en territorio abierto en la historia, contra el pequeño número de soldados de Magno. Pese a ello, el ejército de Alejandro vence y Darío huye nuevamente. En la escena de la batalla, quedan evidenciados muchos aspectos históricos como estratégicos, así es la famosa «línea oblicua», decisiva para el triunfo (que consiste en un ataque de la caballería en diagonal). La aparición del águila al comienzo de la batalla tiene sus fuentes históricas, citada en fragmentos de Pseudo Calístenes: el águila representa al dios Zeus, y la dirección de su vuelo indicaba una victoria de los aliados griegos. También son bien caracterizadas la indumentaria de guerra macedonia y persa. 
Tras esta batalla, que significó prácticamente la caída de Persia, Alejandro y los suyos se hacen con el palacio de Darío en Babilonia y de sus tesoros. Tras una nueva organización administrativa y de integración con los vencidos, se celebran bodas en masa entre soldados griegos y muchachas persas.

### India
Al tiempo se inicia una persecución de Darío, quien posteriormente es asesinado por sus propios hombres. Magno lamenta esto, ya que había prometido a la familia de este no causarle daño alguno, y persigue a sus asesinos hasta la lejana zona de Bactria (cerca de la India), donde castiga a sus asesinos. En la expedición hacia Asia oriental, Alejandro establece relaciones diplomáticas con las satrapías persas, con quienes entabla alianzas, y se casa con la princesa asiática Roxana, a quien amó, con la intención de tener un heredero.  
Alejandro y los suyos llegan a la India, donde durante un banquete Alejandro tiene una gran discusión con su general Clito, quien le cuestiona y llega a llamarle tirano. En su arrebato, Alejandro, quien estaba ebrio, mata a Clito con una lanza, para luego arrepentirse y encerrarse en su tienda por varios días. 
A pesar de que sus hombres protestan, argumentando que quieren regresar a sus hogares, Alejandro les convence para que le sigan en su última y más sangrienta batalla, la batalla de Hidaspes, enfrentando al rey hindú Poro, quien contaba con elefantes de guerra. Alejandro es herido en la batalla, y su caballo Bucéfalo muere.

### Regreso y final
Tras el regreso de las tropas griegas al corazón de Persia, en Babilonia Hefestión sucumbe a una enfermedad y muere, supuestamente porque llevaba tifus desde la India. Alejandro se vuelve loco de dolor y se distancia de su esposa (a pesar del embarazo de esta), ya que cree que ella ha matado a Hefestión. 
Alejandro muere al poco tiempo siendo muy joven, casi al cumplir los 33 años de edad, muy enfermo (se tejió la muy probable hipótesis de envenenamiento), cumpliendo la promesa que le hizo a Hefestión. Las últimas palabras de Alejandro sobre su sucesor son un enigma, por lo que se libró una larga guerra entre sus generales hasta que estos se dividieron entre ellos el gran imperio que había creado Alejandro

### Herederos
Ptolomeo se proclama faraón de Egipto, tal como se refleja en la película (este fundó la Dinastía ptolemaica, de la cual siglos después emergió Cleopatra). El resto del imperio se repartió en Tracia para Lisímaco, Macedonia y la hélade para Antípatro, y Persia y Media para Seleuco (quien fundó la dinastía seléucida).
Su esposa Roxana y su hijo son asesinados por Casandro para hacerse del poder. Casandro casi no tuvo participación en todo este periplo, ya que aparece cuando se había consumado la obra de Alejandro. Aquí se ve implicado Antígono en su nombramiento.

## Reparto

Protagonistas
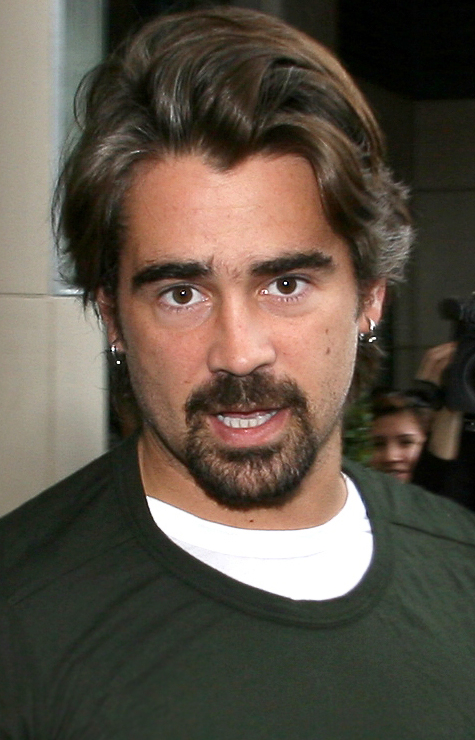
Collin Farrell (Alejandro)
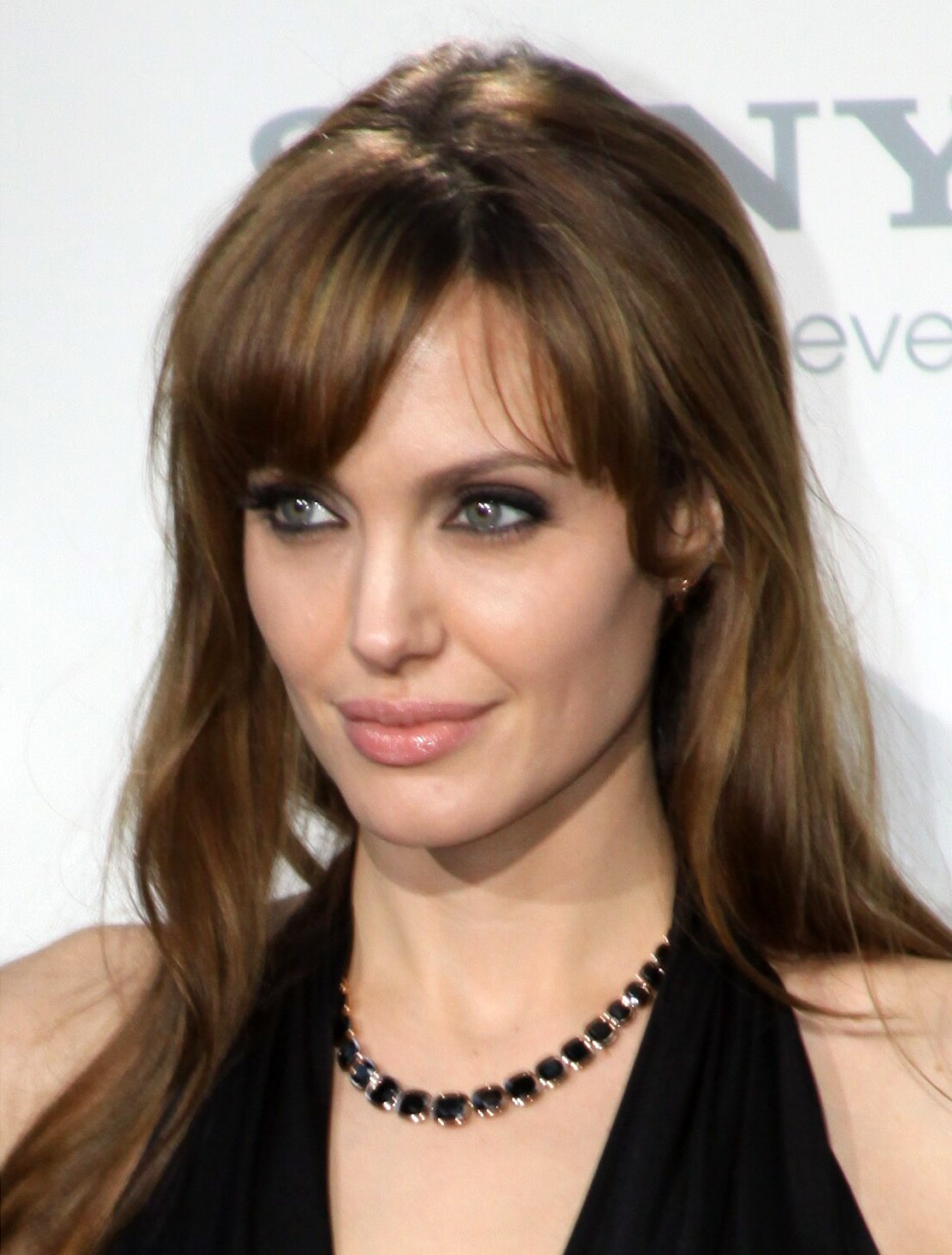
Angelina Jolie (Olimpia)
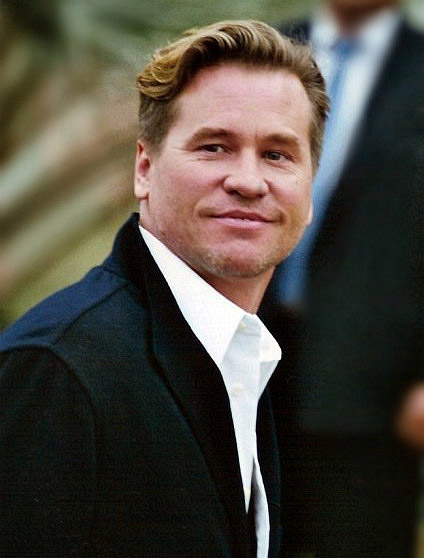
Val Kilmer (Filipo)
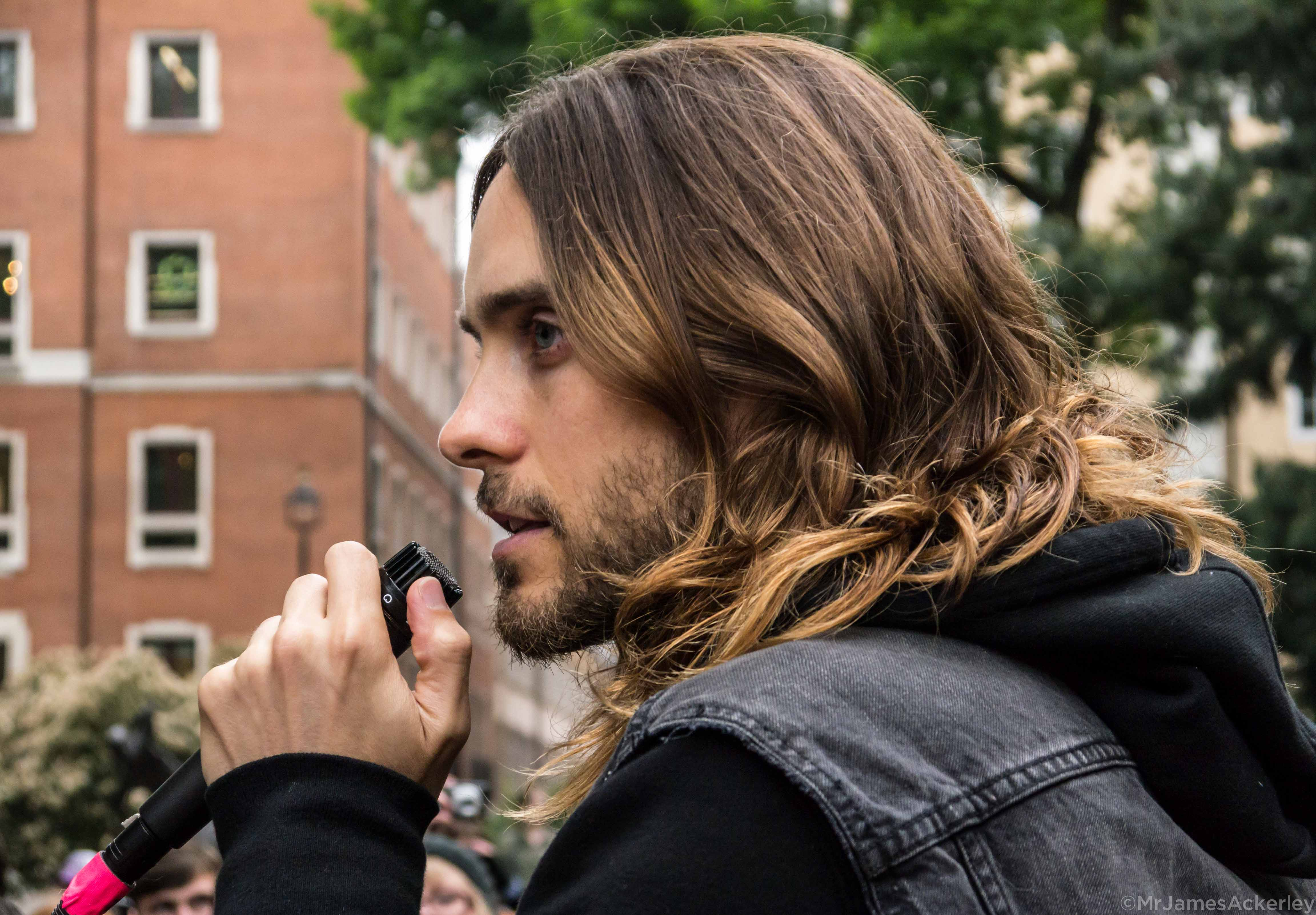
Jared Leto (Hefestión)
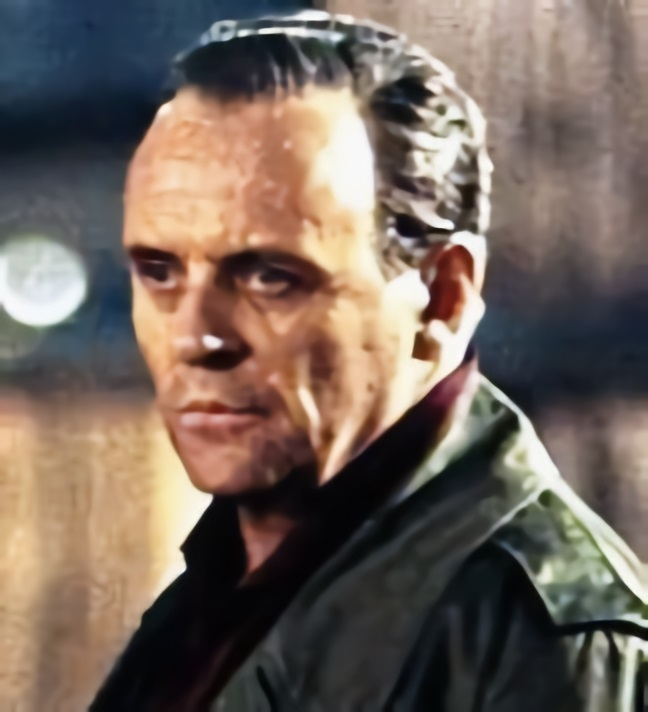
Anthony Hopkins (Ptolomeo)
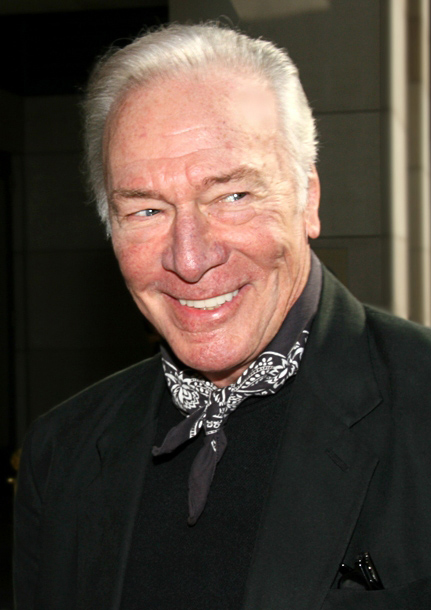
Christopher Plummer (Aristóteles)

- Colin Farrell como Alejandro
- Angelina Jolie como Olimpia
- Val Kilmer como Rey Filipo
- Rosario Dawson como Roxana (esposa de Alejandro)
- Christopher Plummer como Aristóteles
- Jared Leto como Hefestión
- Elliot Cowan como Ptolomeo
- Anthony Hopkins como Ptolomeo (viejo)
- John Kavanagh como Parmenio
- Gary Stretch como Clito
- Ian Beattie como Antígono
- Joseph Morgan como Filotas
- Jonathan Rhys-Meyers como Casandro
- Rory McCann como Crátero
- Denis Conway como Nearco
- Neil Jackson como Pérdicas
- Garrett Lombard como Leonato
- Chris Aberdein como Poliperconte, (traducido en la versión española como Meleagro)
- Nick Dunning como Átalo
- Marie Meyer como Eurídice
- Toby Kebbell como Pausanias
- Brian Blessed como entrenador de lucha
- Raz Degan como Rey Darío
- Annelise Hesme como Estatira (esposa de Alejandro)
- Francisco Bosch como Bagoas
- Erol Sander como príncipe persa
- Connor Paolo como Alejandro (joven)
- David Bedella como escriba Cadmos[5]

## Premios
- Premio Rana de Plata (Camerimage) 2004: a Rodrigo Prieto
- Premio World Soundtrack Award (Ghent Film Festival) 2005: a Vangelis (Premio del público)

## Ubicaciones
- Biblioteca de Alejandría: Shepperton Studios, Londres, Inglaterra
- Palacios indios en Pella, Babilonia, y la cueva de los mitos: Pinewood Studios, Londres, Inglaterra
- Alejandría (con efecto de una placa trasera): Malta
- Templo de Atenea, Mieza y mercado de caballos macedonio: Essaouira, Marruecos
- Gaugamela: en un desierto cerca de Marrakech, Marruecos
- Puertas de Babilonia: Marrakech, Marruecos
- Fortaleza de bactriano: Montañas Bajas del Atlas, Marruecos
- Hindu Kush (efecto con placa posterior): Uarzazat, Marruecos
- Anfiteatro macedonio: Marruecos
- Hifasis: Mekong, en el noreste de la provincia de Ubon Ratchathani, Tailandia
- Batalla del Hidaspes: Jardín Botánico Central Amphoe Mueang, provincia de Saraburi, Tailandia

## Fechas de estreno internacional
| País                                                                          | Fecha de estreno                  |
| ----------------------------------------------------------------------------- | --------------------------------- |
| Alemania                                                                      | Jueves 23 de diciembre de 2004    |
| Argentina                                                                     | Jueves 10 de febrero de 2005      |
| Australia                                                                     | Jueves 20 de enero de 2005        |
| Austria                                                                       | Jueves 23 de diciembre de 2004    |
| Bélgica                                                                       | Miércoles 5 de enero de 2005      |
| Belice · Costa Rica · El Salvador · Guatemala · Honduras · Nicaragua · Panamá | Viernes 14 de enero de 2005       |
| Bolivia                                                                       | Jueves 13 de enero de 2005        |
| Brasil                                                                        | Viernes 14 de enero de 2005       |
| Bulgaria                                                                      | Viernes 14 de enero de 2005       |
| Chile                                                                         | Jueves 13 de enero de 2005        |
| Colombia                                                                      | Viernes 7 de enero de 2005        |
| Corea del Sur                                                                 | Miércoles 29 de diciembre de 2004 |
| Croacia                                                                       | Jueves 25 de noviembre de 2004    |
| Dinamarca                                                                     | Viernes 26 de noviembre de 2004   |
| Ecuador                                                                       | Viernes 14 de enero de 2005       |
| Egipto                                                                        | Miércoles 1 de diciembre de 2004  |
| Emiratos Árabes Unidos                                                        | Miércoles 1 de diciembre de 2004  |
| Eslovenia                                                                     | Jueves 9 de diciembre de 2004     |
| España                                                                        | Miércoles 5 de enero de 2005      |
| Estados Unidos · Canadá                                                       | Miércoles 24 de noviembre de 2004 |
| Estonia                                                                       | Viernes 21 de enero de 2005       |
| Filipinas                                                                     | Miércoles 24 de noviembre de 2004 |
| Finlandia                                                                     | Viernes 26 de noviembre de 2004   |
| Francia                                                                       | Miércoles 5 de enero de 2005      |

| País                         | Fecha de estreno                  |
| ---------------------------- | --------------------------------- |
| Grecia                       | Viernes 3 de diciembre de 2004    |
| Hong Kong                    | Jueves 13 de enero de 2005        |
| Hungría                      | Jueves 9 de diciembre de 2004     |
| India                        | Viernes 31 de diciembre de 2004   |
| Indonesia                    | Miércoles 24 de noviembre de 2004 |
| Islandia                     | Viernes 21 de enero de 2005       |
| Israel                       | Jueves 2 de diciembre de 2004     |
| Italia                       | Viernes 14 de enero de 2005       |
| Japón                        | Sábado 5 de febrero de 2005       |
| Letonia                      | Viernes 3 de diciembre de 2004    |
| Líbano                       | Jueves 30 de diciembre de 2004    |
| Lituania                     | Viernes 7 de enero de 2005        |
| Malasia                      | Jueves 25 de noviembre de 2004    |
| México                       | Viernes 3 de diciembre de 2004    |
| Noruega                      | Viernes 3 de diciembre de 2004    |
| Nueva Zelanda                | Jueves 20 de enero de 2005        |
| Países Bajos                 | Jueves 23 de diciembre de 2004    |
| Perú                         | Jueves 6 de enero de 2005         |
| Polonia                      | Jueves 30 de diciembre de 2004    |
| Portugal                     | Jueves 2 de diciembre de 2004     |
| Puerto Rico                  | Miércoles 22 de diciembre de 2004 |
| Reino Unido Irlanda          | Viernes 7 de enero de 2005        |
| República Checa · Eslovaquia | Jueves 13 de enero de 2005        |
| Rumania                      | Viernes 14 de enero de 2005       |
| Rusia                        | Jueves 25 de noviembre de 2004    |
| Serbia y Montenegro          | Jueves 2 de diciembre de 2004     |
| Singapur                     | Jueves 2 de diciembre de 2004     |
| Sudáfrica                    | Viernes 26 de noviembre de 2004   |
| Suecia                       | Viernes 26 de noviembre de 2004   |
| Suiza                        | Miércoles 5 de enero de 2005      |
| Tailandia                    | Miércoles 24 de noviembre de 2004 |
| Taiwán                       | Sábado 27 de noviembre de 2004    |
| Turquía                      | Jueves 25 de noviembre de 2004    |
| Uruguay                      | Viernes 14 de enero de 2005       |
| Venezuela                    | Viernes 14 de enero de 2005       |

## Otras versiones
El director Oliver Stone también sacó a la venta tres ediciones más de la misma película. Estas fueron Alexander: The Director's Cut, Alexander Revisited: The Final Cut y Alexander: The Ultimate Cut.

### Montaje del director
El montaje del director ('Director's Cut') salió a la venta en 2005, casi un año después de que la primera versión se estrenara en los cines. Redujo la duración total de la primera película de 175 a 167 minutos, eliminando las escenas polémicas con Hefestión y añadiendo 9 minutos inéditos. Se trata de una versión más clásica y tradicional, sin duda más apta para el público estadounidense.

### Alexander Revisited: The Final Cut
Se trata de la versión extendida y montada de forma diferente, cuya duración es de 3 horas y 34 minutos. Salió a la venta el 27 de febrero de 2007 e incluye todo el metraje grabado, incluidas las escenas de carácter más homoerótico prohibidas en un principio por Warner Bros. El 2 de abril de ese año salió el DVD para la región 2, aunque solo en aquellos países que tenían a Warner como distribuidora de la película.

### Alexander: The Ultimate Cut
Se trata de un nuevo montaje, vendido como el corte definitivo, con una duración de 3 horas y 27 minutos, que además incluía la versión cinematográfica de 2 horas y 55 minutos. Salió a la venta el 3 de junio de 2014 en un set de 2 discos, y también se conoció como la edición del Décimo Aniversario.

## Banda sonora
La banda sonora de la película fue compuesta por el músico y compositor griego Vangelis. En este caso Vangelis utilizó una orquesta con arreglos y en ocasiones voces en una partitura que aporta un fondo sonoro épico y solemne además de combinar lo incidental con sonidos mediterráneos, orientales y balcánicos. El álbum fue editado en CD por Sony Classical.

## Comentarios
- Con un presupuesto de USD 155.000.000, fue un fracaso de taquilla en Estados Unidos, donde recaudó tan solo USD 34.000.000. En el resto del mundo recaudó USD 167.300.000 (USD 133.000.000 de ellos en Europa).
- Robin Lane Fox ejerció como asesor histórico. Autor del exitoso Alexander the Great, y profesor de historia clásica del New College (Oxford), desde 2002 trabajó estrechamente con el director Oliver Stone, tanto en el guion como en la producción en general de la película, asesorando a los distintos jefes de departamento acerca de una amplia gama de detalles históricos y arqueológicos, desde el vestuario a las armas.
- El supervisor de efectos visuales John Scheele trabajó durante meses con la innovadora empresa de efectos visuales BUF Compagnie de París y la Moving Picture Company de Londres con el fin de perfeccionar los efectos digitales en la batalla de Gaugamela y otras secuencias. De hecho la batalla de Gaugamela se filmó con dos unidades completas, utilizando hasta ocho cámaras para abarcar toda la acción, y más de mil extras en el campo el día del rodaje.
- El artista Steve Mitchell, con la ayuda de un solo asistente, pintó el ciclorama de 50 metros de largo y 13 de alto que retrataba con detalles microscópicos una vista panorámica de Babilonia desde las terrazas del palacio, un paisaje de ciudad lleno de rascacielos del mundo antiguo, puentes, jardines y calles pavimentadas: una civilización en la cima de su desarrollo.
- El rodaje comenzó el 22 de septiembre de 2003 en Marruecos con un presupuesto cercano a los 200 millones de dólares. El 10 de noviembre se trasladó a Londres, y después a Tailandia, donde se rodaron las escenas con los elefantes. En abril de 2003 Stone ya había rodado varias escenas de recurso en las montañas del Himalaya. El rodaje concluyó el 11 de febrero de 2004 aunque tuvieron que volver a rodarse algunas escenas debido a que varias latas de película se borraron accidentalmente a causa de su posible exposición a rayos X en un aeropuerto.